# Ейнгорн В'ячеслав Семенович
В'ячеслав Семенович Ейнгорн (нар. 23 листопада 1956, Одеса) — український шахіст, гросмейстер (з 1986 року), тренер жіночої збірної України з шахів (до 2011 року). Математик, закінчив Одеський національний університет імені І. І. Мечникова.
В'ячеслав Ейнгорн був представником найбільш урожайного покоління в історії одеських шахів, до якого відносяться зокрема: Лев Альбурт, Володимир Тукмаков, Михайло Підгаєць, Семен Палатник, Костянтин Лернер.

## Досягнення
У складі збірної України переможець командного чемпіонату світу 2001 року, срібний призер командного чемпіонату Європи 1992 року, командного чемпіонату світу 1993 року, бронзовий призер шахової олімпіади 2000 року. У складі збірної СРСР переможець командного чемпіонату Європи 1989 року.
Головний тренер жіночої збірної України з шахів, яка завоювала золоті нагороди шахової олімпіади 2006 року.
Срібний призер чемпіонату СРСР 1986 року, бронзовий призер 1984, 1987 та 1989 років.
Срібний призер чемпіонату України 1978 року.
Переможець та призер турнірів: Мінськ (півфінал чемпіонату СРСР, 1983) — 1-3 місця, Львів (1984) — 3-4 місця, Москва (1985) — 2 місце, Москва (1986) — 1-2 місця, Бор (1985) — 1-2 місця, Бор (1985) — 1-3 місця, Каппель-да-Гранд (1986) — 1-3 місця, Белград (1986) — 1-2 місця, Ужгород (1988) — 2-3 місця, Берлін («Berliner Sommer», 1990) — 1 місце, Берлін («Berliner Sommer», 1991) — 1 місце, Фельден-ам-Вертер-Зеє — 1-7 місця.
У липні 1986 року у світовому рейтинг-листі посідав найвище у своїй кар'єрі — 24-те місце (3-тє серед українських шахістів, позаду Олександра Белявського та Володимира Тукмакова).

## Результати виступів у складі збірних СРСР та України
В'ячеслава Ейнгорна у період 1989—1999 років зіграв за збірні СРСР та України у семи командних турнірах, зокрема: шахових олімпіадах — 3 рази, командних чемпіонатах світу — 2 рази, командних чемпіонатах Європи — 2 рази..

 Загалом у командних турнірах В'ячеслав Ейнгорн зіграв 51 партію, у яких набрав 31 очко (+16=30-5), що становить 60,8 % від числа можливих очок.
| Рік  | Турнір           | Місто    | Збірна  | Шахів- ниця | Рейтинг | + | = | − | Результат | % очок | Турнірний рейтинг | Командне місце | Особисте місце |
| ---- | ---------------- | -------- | ------- | ----------- | ------- | - | - | - | --------- | ------ | ----------------- | -------------- | -------------- |
| 1989 | чемпіонат Європи | Хайфа    | СРСР    | 1 резерв    | 2560    | 3 | 4 | 0 | 5 з 7     | 71,4   | 2603              | Gold           | Bronze         |
| 1992 | шахова олімпіада | Маніла   | Україна | 4           | 2580    | 3 | 5 | 2 | 5½ з 10   | 55,0   | 2495              | 9              | 36             |
|      | чемпіонат Європи | Дебрецен | Україна | 4           | 2590    | 2 | 4 | 1 | 4 з 7     | 57,1   | 2568              | Silver         | 8              |
| 1993 | чемпіонат світу  | Люцерн   | Україна | 1-й резерв  | 2580    | 1 | 4 | 1 | 3 з 6     | 50,0   | 2484              | Silver         | 4              |
| 2000 | шахова олімпіада | Стамбул  | Україна | 4           | 288     | 3 | 4 | 0 | 5 з 7     | 71,4   | 2657              | Bronze         |                |
| 2001 | чемпіонат світу  | Єреван   | Україна | 4           | 2601    | 3 | 2 | 0 | 4 з 5     | 80,0   | 2745              | Gold           | Silver         |
| 2002 | шахова олімпіада | Блед     | Україна | 4           | 2600    | 1 | 7 | 1 | 4½ з 9    | 50,0   | 2530              | 14             | 67             |

## Результати виступів у чемпіонатах СРСР та України
| Рік  | Місто     | Турнір                 | + | − | =  | Результат | Місце   |
| ---- | --------- | ---------------------- | - | - | -- | --------- | ------- |
| 1978 | Ялта      | 47-й чемпіонат України | 6 | 1 | 8  | 10 з 15   | — 3     |
| 1982 | Ялта      | 51-й чемпіонат України | 4 | 4 | 7  | 7½ з 15   | 8 — 9   |
| 1984 | Львів     | 51-й чемпіонат СРСР    | 5 | 1 | 11 | 10½ з 17  | Bronze  |
| 1985 | Рига      | 52-й чемпіонат СРСР    | 3 | 3 | 13 | 9½ з 19   | 9 — 13  |
| 1986 | Київ      | 53-й чемпіонат СРСР    | 5 | 2 | 10 | 10 з 17   | — 7     |
| 1987 | Мінськ    | 54-й чемпіонат СРСР    | 5 | 1 | 11 | 10½ з 17  | — 4     |
| 1988 | Москва    | 55-й чемпіонат СРСР    | 3 | 1 | 13 | 9½ з 17   | 5 — 6   |
| 1989 | Одеса     | 56-й чемпіонат СРСР    | 4 | 2 | 9  | 8½ з 15   | Bronze  |
| 1990 | Ленінград | 57-й чемпіонат СРСР    | 1 | 2 | 10 | 6 з 13    | 7 — 9   |
| 1991 | Москва    | 58-й чемпіонат СРСР    | 2 | 3 | 6  | 5 з 11    | 39 — 49 |
| 2004 | Харків    | 73-й чемпіонат України | 0 | 1 | 1  | ½ з 2     | 1/16    |

## Зміни рейтингу
| На цьому місці має відображатися графік чи діаграма, однак з технічних причин його відображення наразі вимкнено. Будь ласка, не видаляйте код, який викликає це повідомлення. Розробники вже працюють для того, щоби відновити штатне функціонування цього графіка або діаграми. | |
| | На цьому місці має відображатися графік чи діаграма, однак з технічних причин його відображення наразі вимкнено. Будь ласка, не видаляйте код, який викликає це повідомлення. Розробники вже працюють для того, щоби відновити штатне функціонування цього графіка або діаграми. |